# Pont de Pingtang
Le pont de Pingtang (chinois simplifié : 平塘特大桥 ; pinyin : píngtáng tèdà qiáo ; litt. « pont exceptionnellement grand de Pingtang ») est un pont à haubans situé dans le xian de Pingtang, dans la province du Guizhou en Chine.
Il supporte l'autoroute Pingtang Luodian sur la vallée du cours d'eau Caodu. D'une conception similaire au viaduc de Millau en France, avec un pylône central d'une hauteur de 332 mètres, il est l'un des ponts les plus hauts au monde. Il mesure 2 135 mètres de long et 30,2 mètres de large.
Il a été ouvert à la circulation le 30 décembre 2019.

## Enjeux
Le pont de Pingtang devrait réduire le temps de trajet entre Pingtang et Luodian de plus de deux heures et demie à environ une heure, et faciliter la réduction de la pauvreté dans les zones montagneuses victimes de désertification rurale du Guizhou, de la province voisine du Yunnan ainsi que dans la région autonome du Guangxi Zhuang.

## Caractéristiques
Le pont de Pintang est situé au kilomètre K32-K35 de la section Pingtang-Luodian de la voie rapide Yuqing-Anlong (Voie express Yu'an) dans la province de Guizhou, à la jonction des villes de Yazhou et Tongzhou dans le xian de Pingtang, il traverse une gorge au-dessus de la rivière Caodu.